# فيلاألبا دي دويرو
بلدية فيلاألبا دي دويرو (بالإسبانية: Villalba de Duero)‏, هي إحدى بلديات مقاطعة برغش, التي تقع في منطقة قشتالة وليون, والتي تقع في شمال غرب إسبانيا.
يبلغ عدد سكانها 639 نسمة وفقاً لإحصائية سنة (2002).